# John Bacon der Jüngere
John Bacon der Jüngere (* 13. März 1777 in London; † 14. Juli 1859 ebenda) war ein englischer Bildhauer. Er fertigte Büsten, Statuen und allegorische Darstellungen an.

## Biographie
John Bacon der Jüngere wurde am 13. März 1777 als zweiter Sohn des englischen Bildhauers John Bacon des Älteren und seiner Ehefrau Elizabeth Wade in Westminster geboren. Im Alter von zwölf Jahren besuchte er erstmals die Royal Academy of Arts, womit Bacon zu den jüngsten Schülern zählt, die die Hochschule jemals besuchten. Mit 15 Jahren stellte er sein erstes Werk aus, im Alter von 16 Jahren wurde Bacon die Silbermedaille der Royal Academy verliehen. 1797 gewann er für die Fertigstellung seiner Statue der Kassandra die Goldmedaille der Royal Academy.
Als sein Vater im Jahr 1799 starb, begann John Bacon der Jüngere mit der Vollendung der Statuen, an denen sein Vater zuvor gearbeitet hatte. Zu diesen zählen unter anderem die Reiterstatue von Wilhelm III. am St. James’s Square in London sowie die Statue von Lord Cornwallis, welche sich heute im Victoria Memorial in Kalkutta befindet.
Im Jahr 1801 heiratete Bacon die 1782 geborene Susanna Sophia Taylor.
Er starb am 14. Juli 1859 in London.

## Werke (Auswahl)

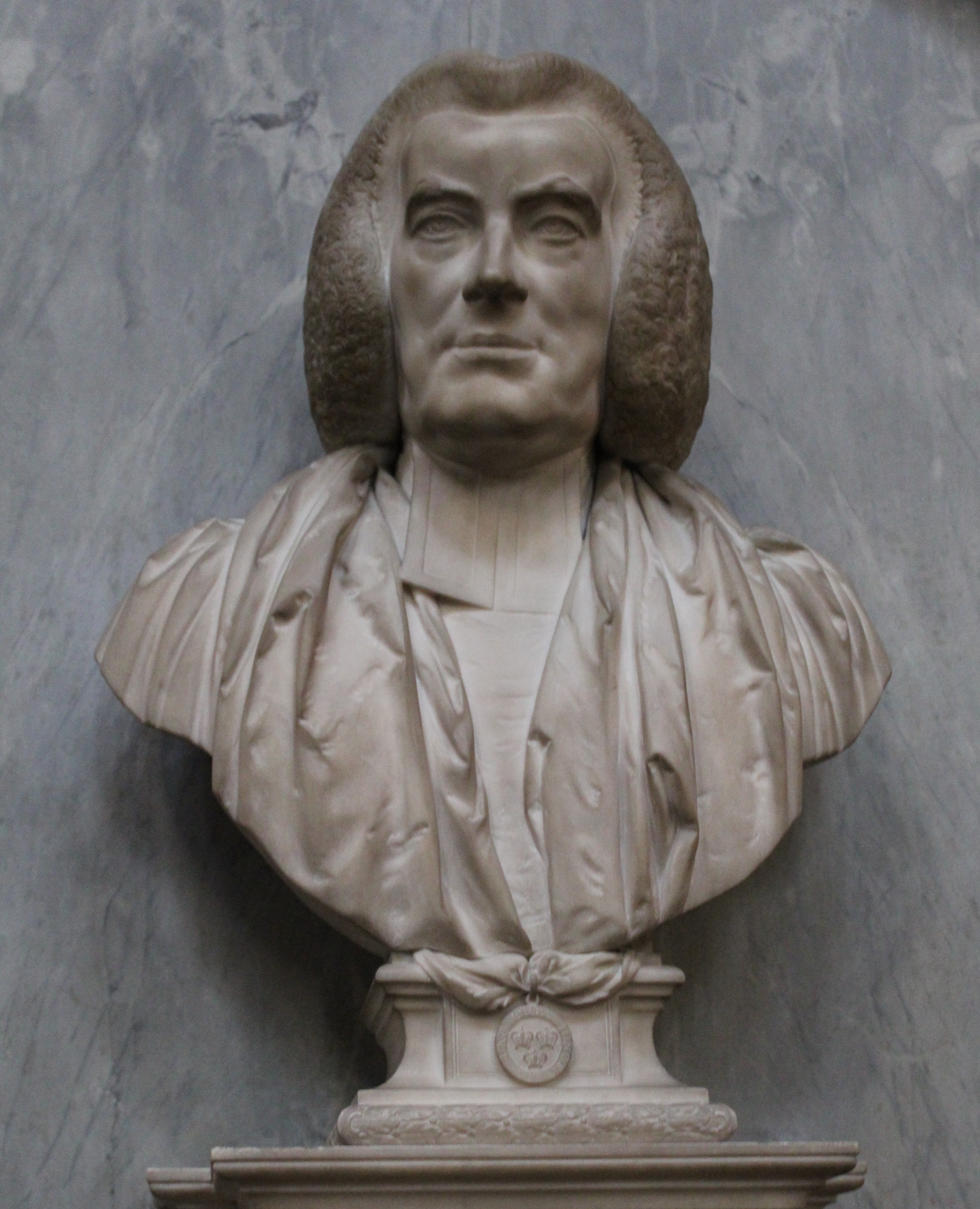
Büste von John Thomas in Westminster Abbey
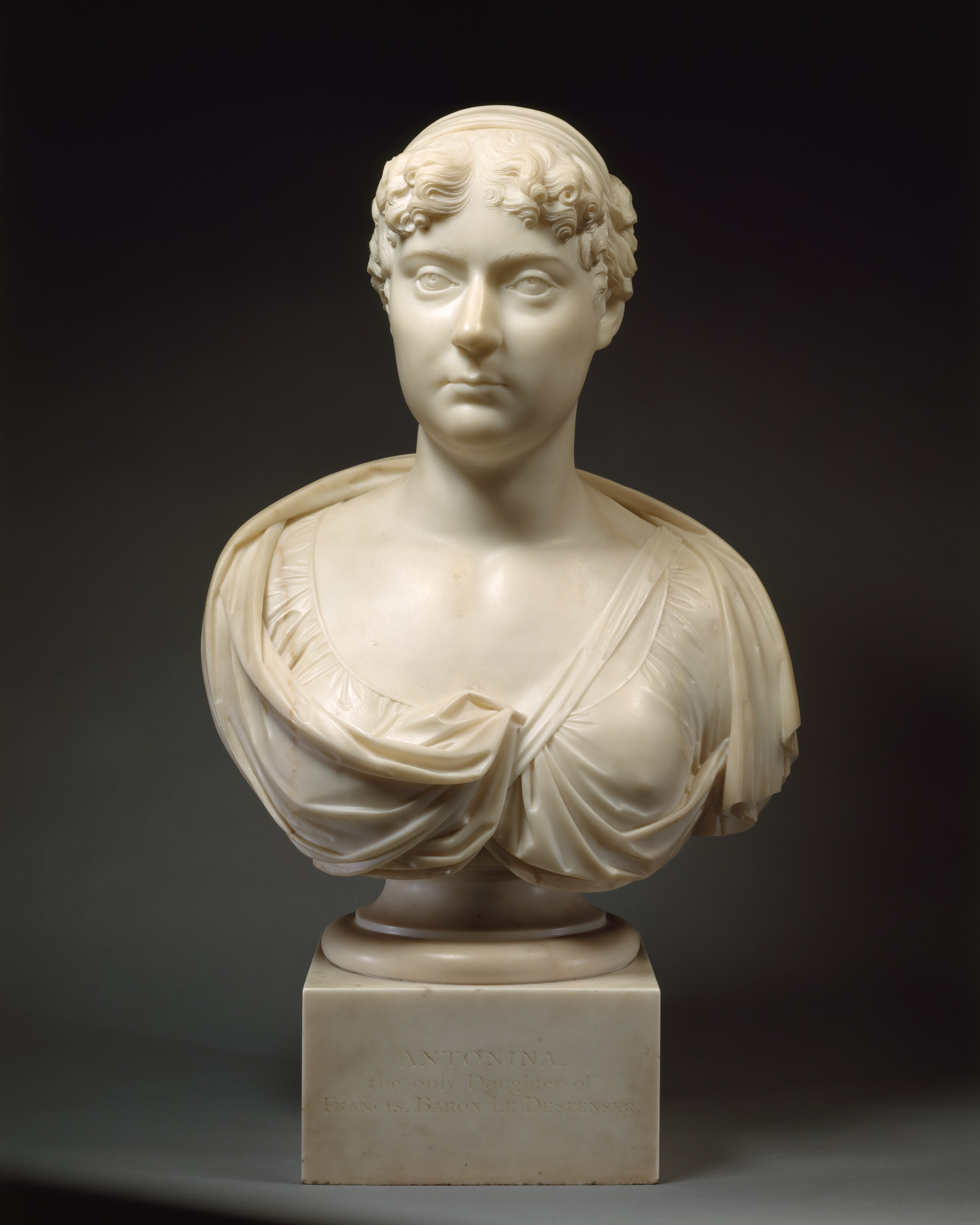
Marmorbüste von Rachel Fanny Antonina Lee
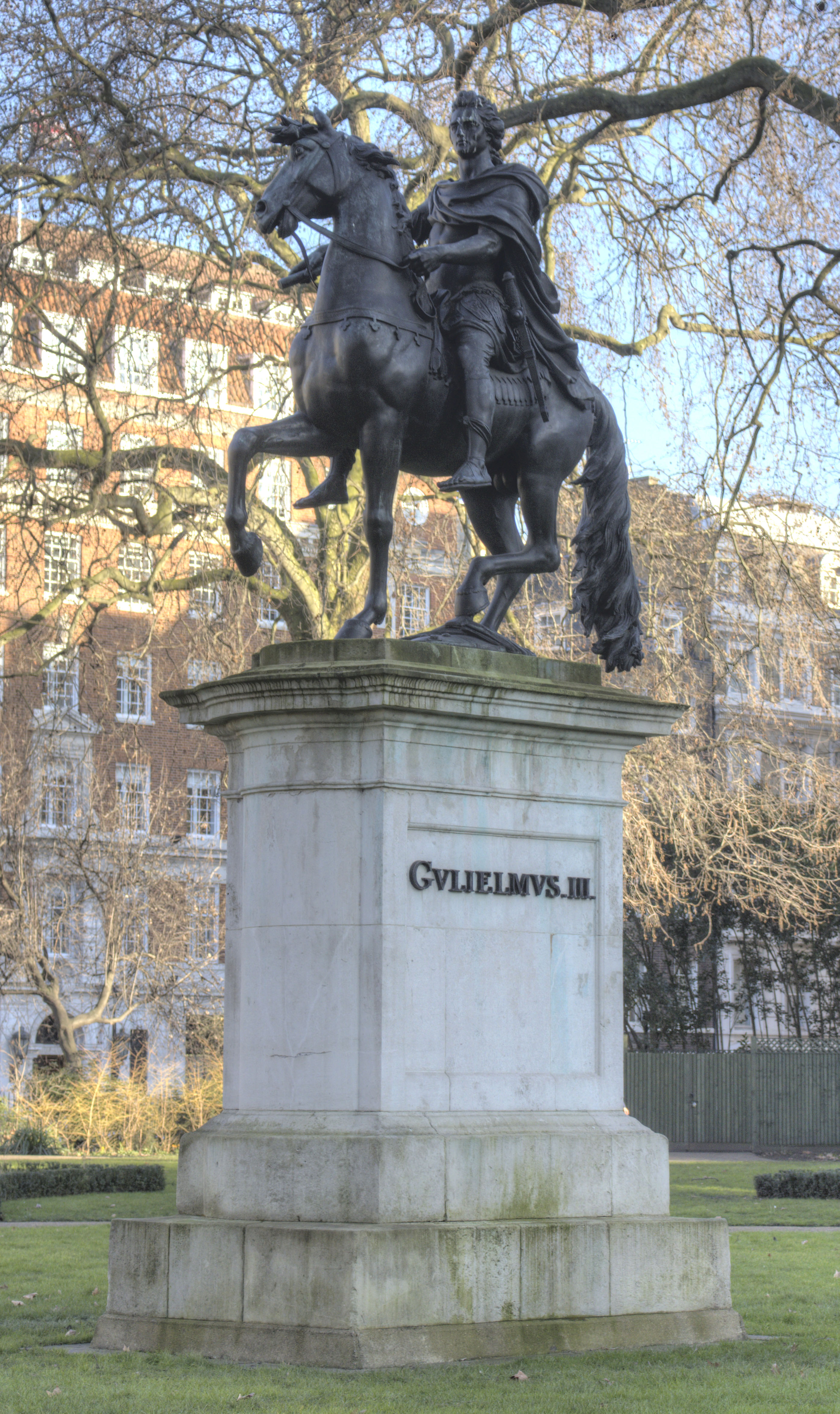
Statue von William III. am St. James´s Square
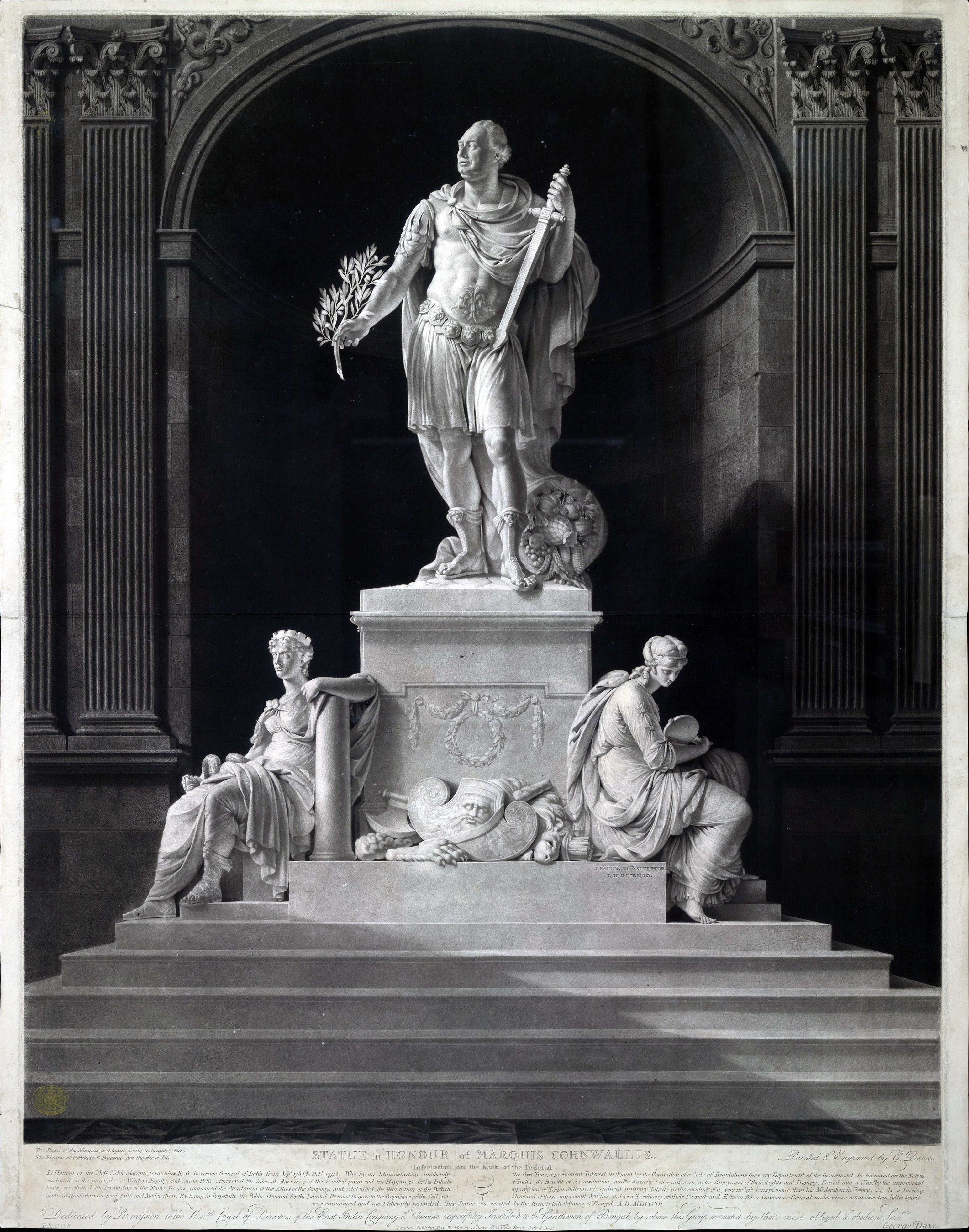
Statue von Lord Cornwallis
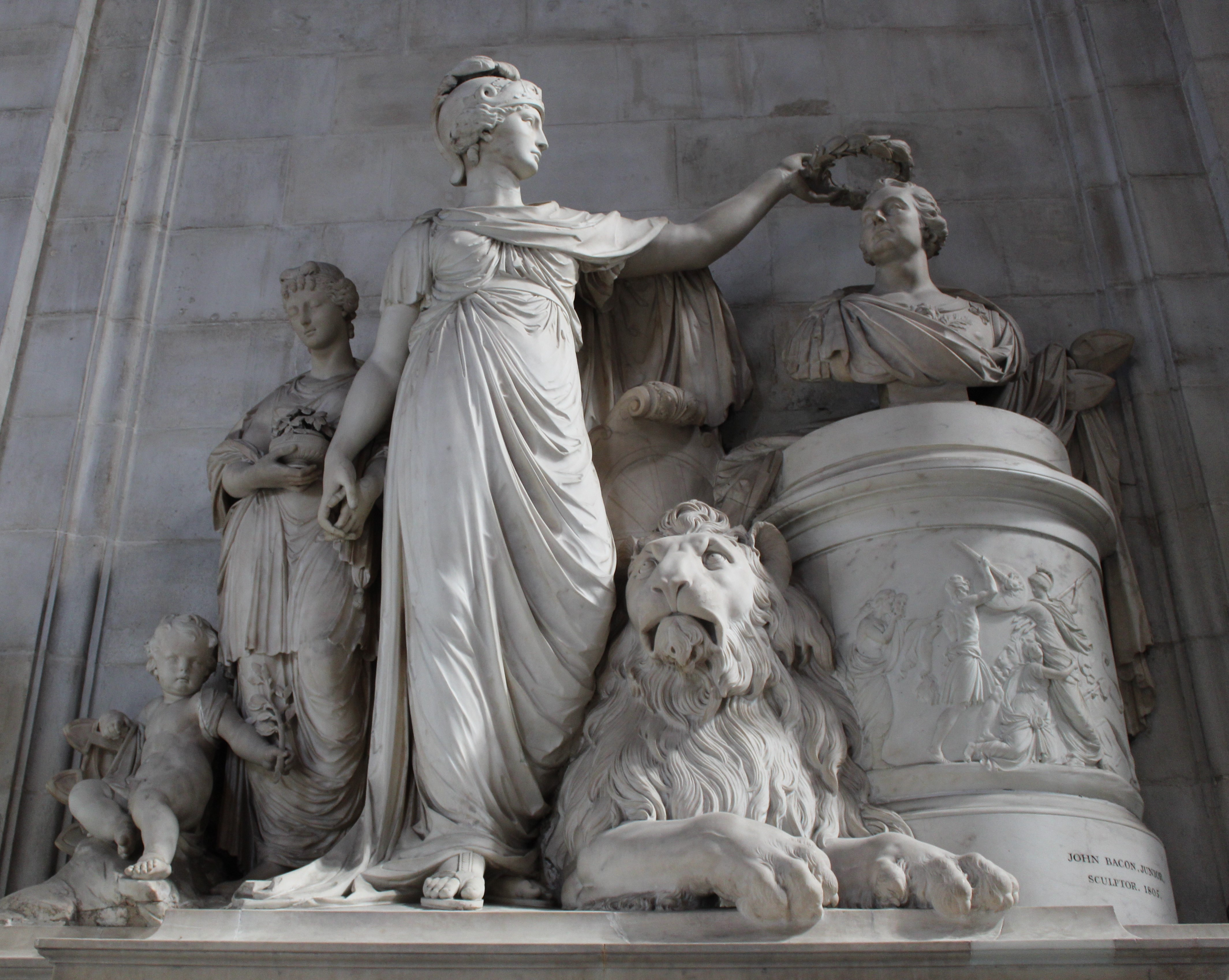
Thomas-Dundas-Denkmal in der St Paul's Cathedral
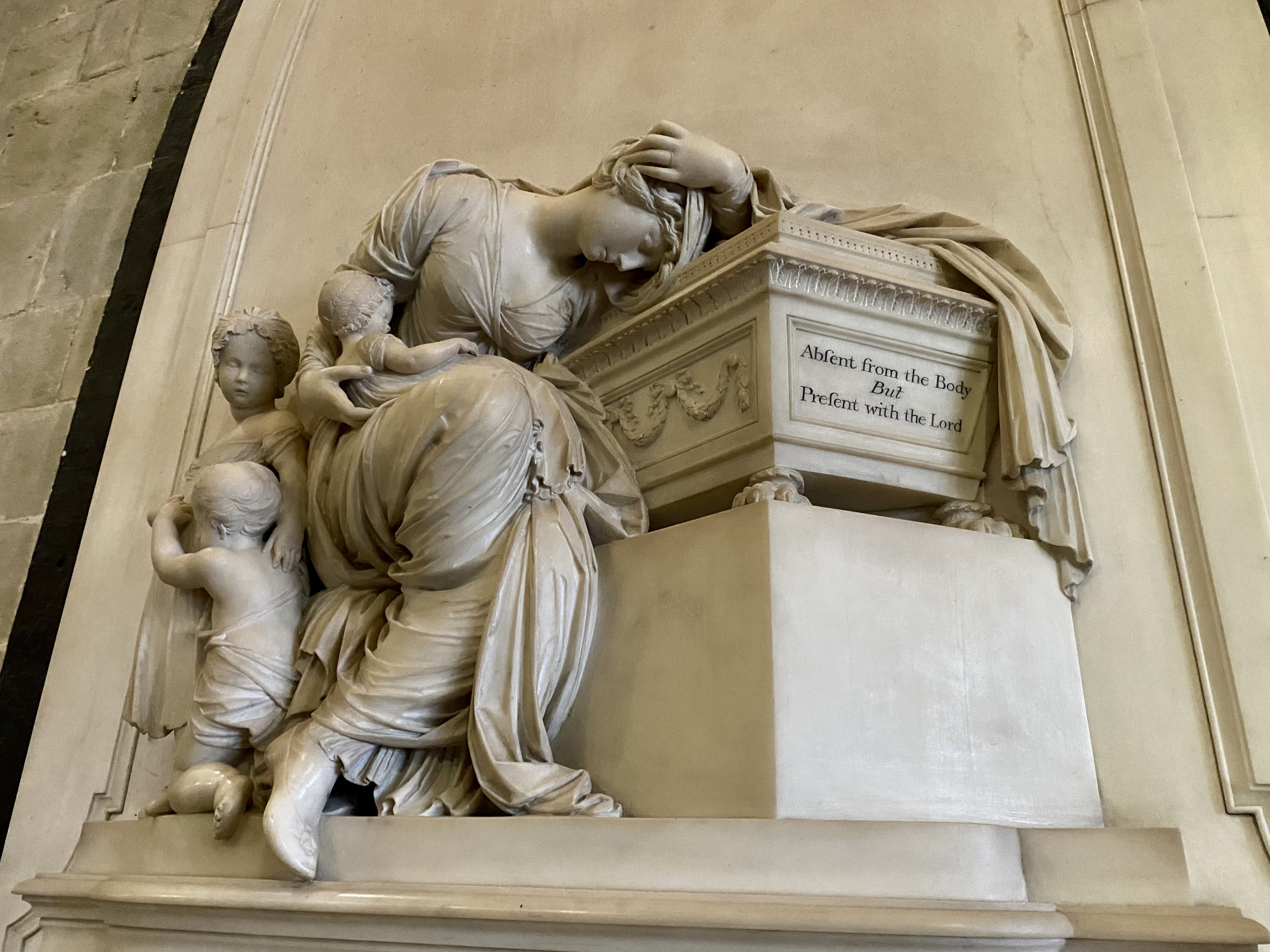
Richard-Solly-Denkmal in der Worcester Cathedral

Bacons Werke sind unter anderem in Westminster Abbey und St Paul’s Cathedral zu finden.